# Geología estructural

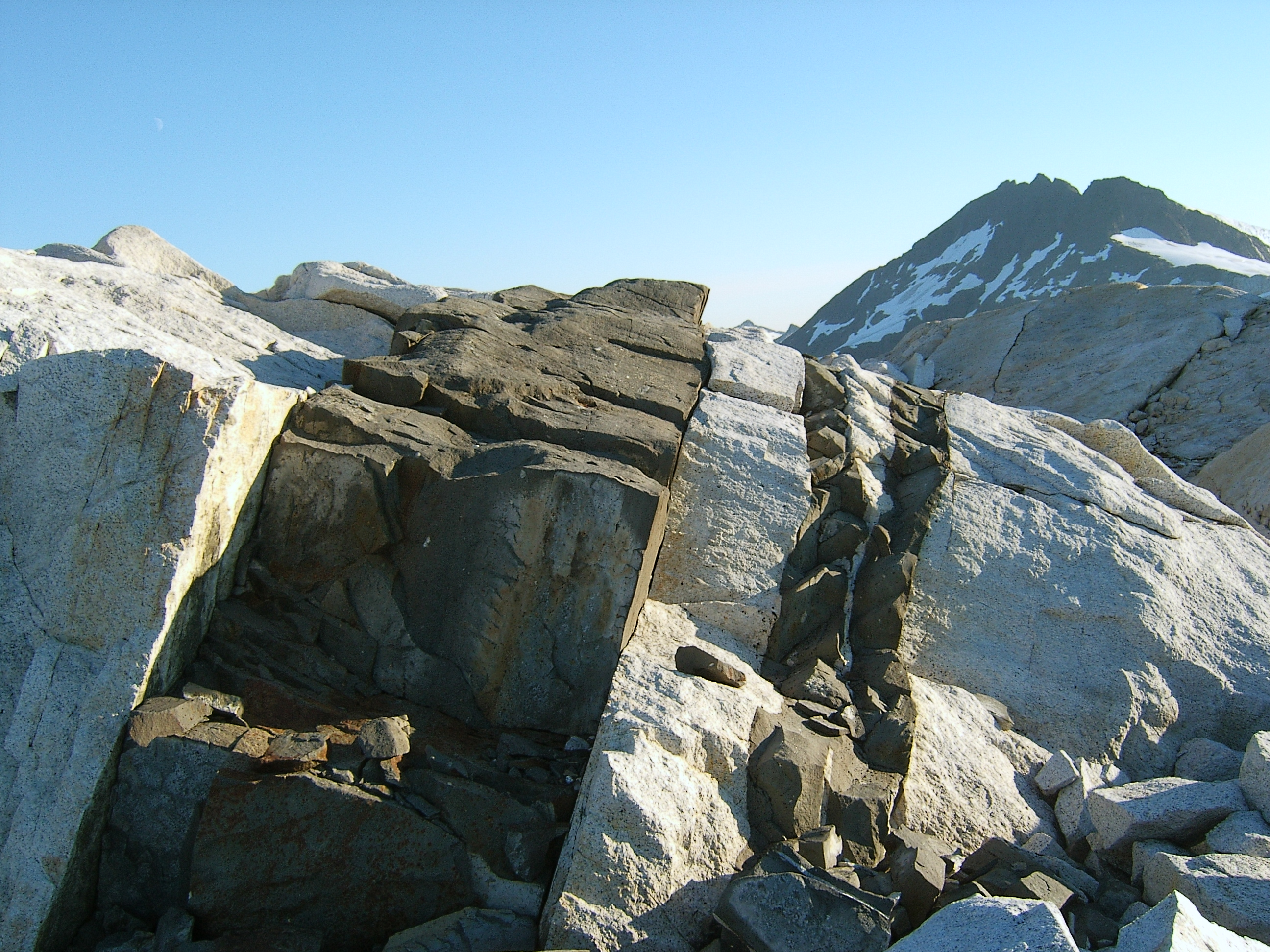
Intrusión de rocas ígneas.

La geología estructural es la rama de la geología que se dedica a estudiar la corteza terrestre, sus estructuras y su relación en las rocas que las contienen. Estudia la geometría de las formaciones rocosas y la posición en que aparecen en superficie. Interpreta y entiende el comportamiento de la corteza terrestre ante los  esfuerzos tectónicos y su relación espacial, determinando la deformación que se produce, y la geometría subsuperficial de estas estructuras.

## Esfuerzo
El esfuerzo es la fuerza aplicada sobre un área determinada: 
Esfuerzo = F/A
Unidades de medida del esfuerzo son [Pa] Pascal; Bar; entre otras. El esfuerzo se divide a su vez en: esfuerzo normal y esfuerzo tangencial (o de cizalla). En casos más complicados de carga, debe considerarse también el esfuerzo de tensión, en vez de la compresión.

## Deformación
Cambio en forma, tamaño y localización de una roca a causa de la presión aplicada en ella.
Las rocas pueden deformarse de tres maneras:
- Elástico: El cuerpo de roca se deforma cuando se lo somete a un esfuerzo pero vuelve a su posición original cuando este cesa.

Si supera el límite de elasticidad, la roca puede presentar deformación permanente.:
- Frágil: El cuerpo de roca se deforma observándose a simple vista fracturas en la roca.
- Dúctil: El cuerpo rocoso se deforma sin que se aprecien a simple vista fracturas del bloque de roca.

No existe un límite neto entre la deformación frágil y dúctil, sino más bien una zona de transición. Generalmente coincide con la escala de observación, encontrándose deformaciones frágiles, a escala regional, y dúctiles, a escala local, aunque es una norma que no se puede generalizar. 
Las fuerzas que producen deformación en la corteza son: verticales (producidas tanto por gravedad como por material ascendente del manto) y tangenciales (producto del movimiento y acomodación de esfuerzos en los bordes de las placas tectónicas).

## Estructuras
Ejemplos de estructuras geológicas son:
- Fallas geológicas, son fracturas que separan bloques con movimiento relativo entre ellos. Según este movimiento se clasifican genéticamente como:

- Fallas de salto en dirección o de desgarre: son en general sub-verticales, y separan bloques que se desplazan lateralmente. Según sea el sentido relativo de desplazamiento se dividen en dextrosas (el bloque se mueve hacia la derecha) o sinestrosas (el bloque se mueve hacia la izquierda), tomando como criterio el bloque del observador y deslizando el contrario. También se conocen como fallas transcurrentes, pero este término se usa cuando la falla tiene escala regional.

- Fallas de salto en buzamiento: separan bloques que se desplazan verticalmente. Dentro de las fallas de salto en buzamiento podemos encontrar, fallas normales o directas cuando el bloque superior se mueve hacia abajo.Son fallas generalmente asociadas a extensión. Y fallas inversas cuando el bloque superior se mueve hacia arriba. al contrario que las anteriores se asocian a compresión, con el consiguiente acortamiento del sistema. Dentro de la clasificación de falla normal e inversa podemos encontrar las de alto y bajo ángulo. A las fallas inversas de bajo ángulo se les llama también cabalgamiento.

- Fallas oblicuas en las que hay una componente de salto en dirección y otra de salto en buzamiento.

- Diaclasas: Son fracturas sin desplazamiento transversal detectable. Son las fracturas más frecuentes en las rocas. Tienen extensión de milímetros hasta pocos metros. Algunas diaclasas muestran un relleno (secundario) de calcita, cuarzo, yeso u otros minerales. La principal diferencia con las fallas reside en el desplazamiento transversal relativo entre las paredes de esta. Pueden producirse por esfuerzos tectónicos, descompresión o por contracción de la roca por enfriamiento, deshidratación o recristalización.

- Pliegues: Son estructuras de deformación producto generalmente de esfuerzos compresivos. Se producen cuando las rocas se pliegan en condiciones de presión y temperatura altas, lo que les confiere la ductilidad necesaria para que se generen los pliegues.

- Foliaciones: Estructuras planares formadas por la alineación de minerales en planos preferenciales a través de la roca. Se producen a elevadas presiones y temperaturas y gases